# يوديد السيزيوم
 يوديد السيزيوم  مركب كيميائي له الصيغة CsI ، يستخدم في أجهزة المطيافية.

## الخواص
- بلورات يوديد السيزيوم عديمة اللون، تتسيل عند تماسها مع الهواء.
- انحلالية يوديد السيزيوم جيدة في الماء (حوالي 40 غ لكل 100 مل ماء)، كما ينحل في الإيثانول.
- البنية البلورية لمركب يوديد السيزيوم مشابهة لبنية كلوريد السيزيوم المكعبية.

## التحضير
يحضر يوديد السيزيوم من تفاعل محلول يوديد الهيدروجين مع هيدروكسيد السيزيوم:
CsOH + HI → CsI + H2O

## الاستخدامات
- تستخدم بلورات يوديد السيزيوم من أجل تصنيع مواشير مطيافية الأشعة تحت الحمراء.